# No Mercy (2019)
No Mercy (Originaltitel: 언니 Eonni ‚Schwester‘) ist ein Rachethriller des südkoreanischen Regisseurs Lim Kyeong-taek aus dem Jahr 2019.

## Handlung
Inae arbeitet als weiblicher Bodyguard. Eines Tages erlebt sie, wie ihre behinderte Schwester von einem Politiker vergewaltigt wird. Sie greift ihn an und sticht ihm ein Auge aus. Dafür muss sie allerdings für anderthalb Jahre ins Gefängnis.
Als Inae wieder aus dem Gefängnis kommt, ist sie froh, ihre jüngere Schwester Eunhye wieder zu sehen. Diese wird in der Schule regelmäßig gemobbt und von den Leuten ausgenutzt und vergewaltigt. Sie erzählt es allerdings nicht ihrer Schwester. Drei Mitschülerinnen zwingen Eunhye, dass sie ältere Männer verführt, mit diesen aufs Hotelzimmer geht, die Tür offen lässt und vom Bad aus dann anruft. Dies ist das Signal, dass ein paar Jungs ins Zimmer kommen und den verführten Mann attackieren und ausrauben.
Inae macht sich sorgen, da ihre Schwester nicht nach Hause kommt. Doch für die Polizei ist es noch zu früh, etwas zu unternehmen. Zur gleichen Zeit geraten Eunhye und die Jungs an einen Gangster, der Eunhye nicht mehr rausrücken will. Stattdessen will er sie verkaufen.
Inae kommt über ihre Mitschülerinnen an diese Person und nimmt die Verfolgung auf.

## Rezeption
No Mercy lief am 1. Januar 2019 in den südkoreanischen Kinos an und erreichte knapp 200.000 Besucher. Yoon Min-sik von der Korea Herald vergleicht den Film mit Taken (96 Hours) und The Man from Nowhere.